# Franklin Field
Le Franklin Field est un stade historique situé à l'extrémité est du campus de l'Université de Pennsylvanie, à Philadelphie, en Pennsylvanie. Construit en 1895 pour accueillir les premières Penn Relays, ce stade est le plus ancien en activité aux États-Unis pour le football américain universitaire. Il est également reconnu comme le premier stade à avoir été doté d'un marquoir fonctionnel et d'une tribune à deux niveaux.

## Historique
L'inauguration du Franklin Field a eu lieu le 20 avril 1895, en vue de la première édition des Penn Relays, une compétition d'athlétisme. Situé entre la 33e Rue Sud et South Street, le stade a été conçu par les architectes Frank Miles Day et Charles Klauder pour un coût initial de 100 000 $ (l'équivalent d'environ 3,6 millions de dollars en 2023).
Le site choisi pour la construction, nommé en l'honneur de Benjamin Franklin, fondateur de l'université, était autrefois un champ d'inhumation pour le Blockley Almshouse, un hospice voisin. Des fouilles ultérieures ont révélé des vestiges humains.
À son ouverture, le Franklin Field se distinguait par son design en fer à cheval, une piste d’un quart de mile, un terrain de football, un diamant de baseball et des installations d’entraînement couvertes. Le 1er octobre 1895, l'équipe de football américain des Quakers de Penn y joue son premier match contre Swarthmore, remportant une victoire écrasante de 40-0.
En 1922, une rénovation significative commence pour transformer le Franklin Field en une structure plus moderne. Les gradins en bois sont démolis et remplacés par un niveau inférieur en béton armé. Trois ans plus tard, en 1925, un second niveau est ajouté, faisant du Franklin Field le premier stade à deux niveaux des États-Unis. Cette configuration, conçue par les mêmes architectes, constitue l’essentiel de l’apparence actuelle du stade. La même année, il est le site de la première retransmission d'un match de football américain sur la radio locale WIP (en) ainsi que la première retransmission télévisée par la chaîne locale Philco (en).
En 1940, Franklin Field marque une autre étape importante dans l’histoire des retransmissions sportives. Il accueille le premier match de football universitaire diffusé commercialement à la télévision. Lors de cette retransmission réalisée par la Philco Radio & Television Corporation, l’équipe des Quakers de Pennsylvanie inflige une victoire écrasante de 51-0 aux Terrapins du Maryland.

### Utilisations multiples
Depuis son ouverture, le Franklin Field a accueilli une grande diversité d’événements sportifs. En plus du football américain, il a été un lieu clé pour la crosse, l'athlétisme, et, à certaines époques, le baseball et le hockey sur gazon. 
Depuis 1895, l'équipe de football américain des Quakers de Penn joue ses matchs à domicile au Franklin Field. Membre de l'Ivy League au sein de la NCAA Division I Football Championship Subdivision, le programme de football des Quakers est considéré comme l'un des plus historiques du football universitaire américain. En 2018, l'équipe avait disputé 1 383 matchs, un record qui en fait le programme le plus ancien et prestigieux de ce sport. Les Quakers détiennent également le record du plus grand nombre de titres de champion de l'Ivy League. Entre 1992 et 1995, ils ont établi une série de 24 victoires consécutives, un record de la NCAA qui a perduré jusqu'en 2014.
De 1958 à 1970, le Franklin Field devient le domicile des Eagles de Philadelphie, l'équipe de la NFL. Pendant cette période, il accueille des événements mémorables, notamment le championnat de la NFL de 1960, remporté 17-13 par les Eagles face aux Packers de Green Bay devant 67 325 spectateurs. Cet événement reste l'un des moments emblématiques du stade.
Le Franklin Field a servi à d'autres fins que le sport. En 1916, il accueille la première représentation en plein air aux États-Unis de l’opéra Aida de Verdi devant plus de 30 000 personnes. En 1936, le président Franklin D. Roosevelt y prononce un discours historique acceptant la nomination pour son second mandat, devant une foule estimée à plus de 100 000 personnes.
Sa capacité actuelle est de 78 205 places.

## Galerie

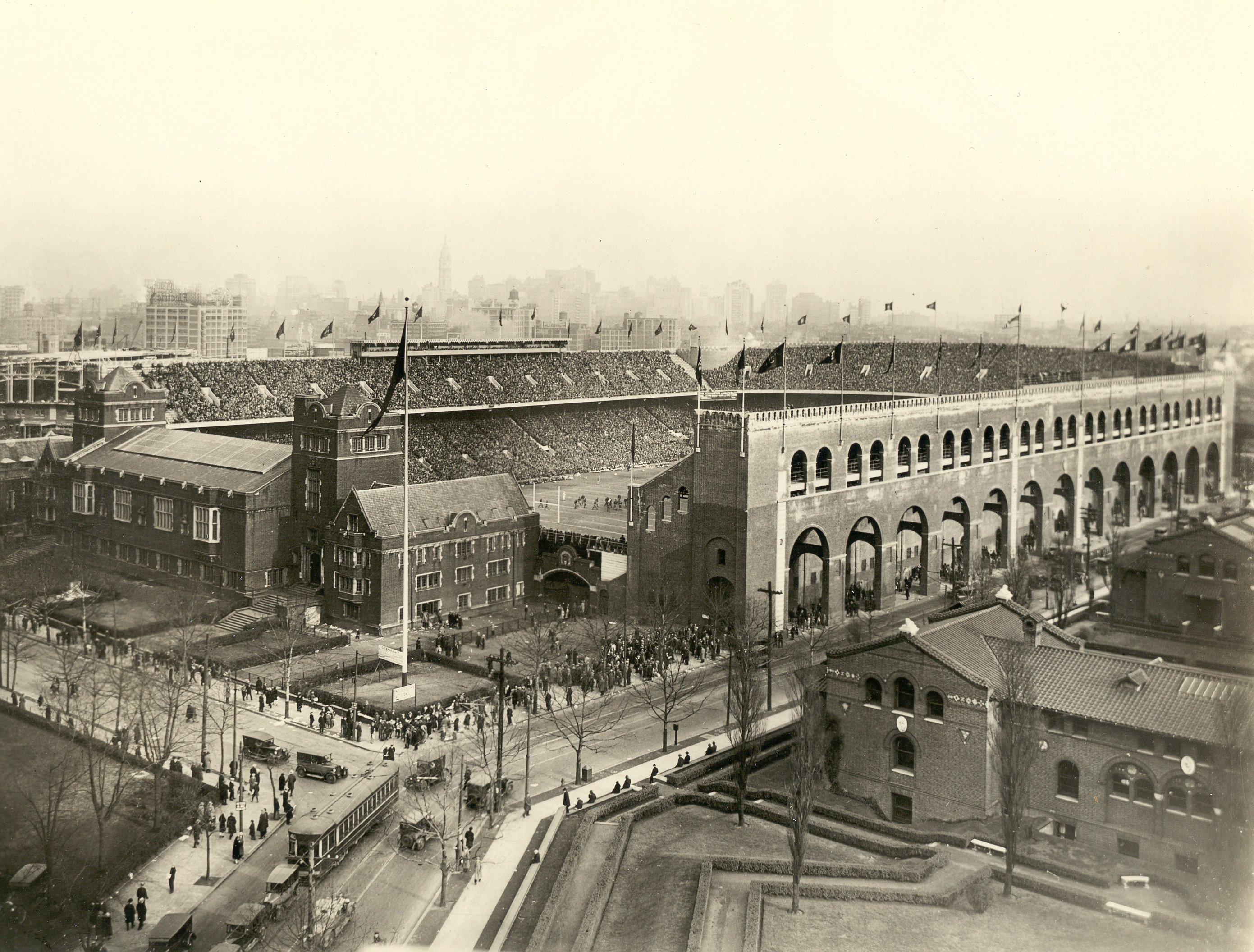
Franklin Field après l'achèvement du deuxième niveau en 1925
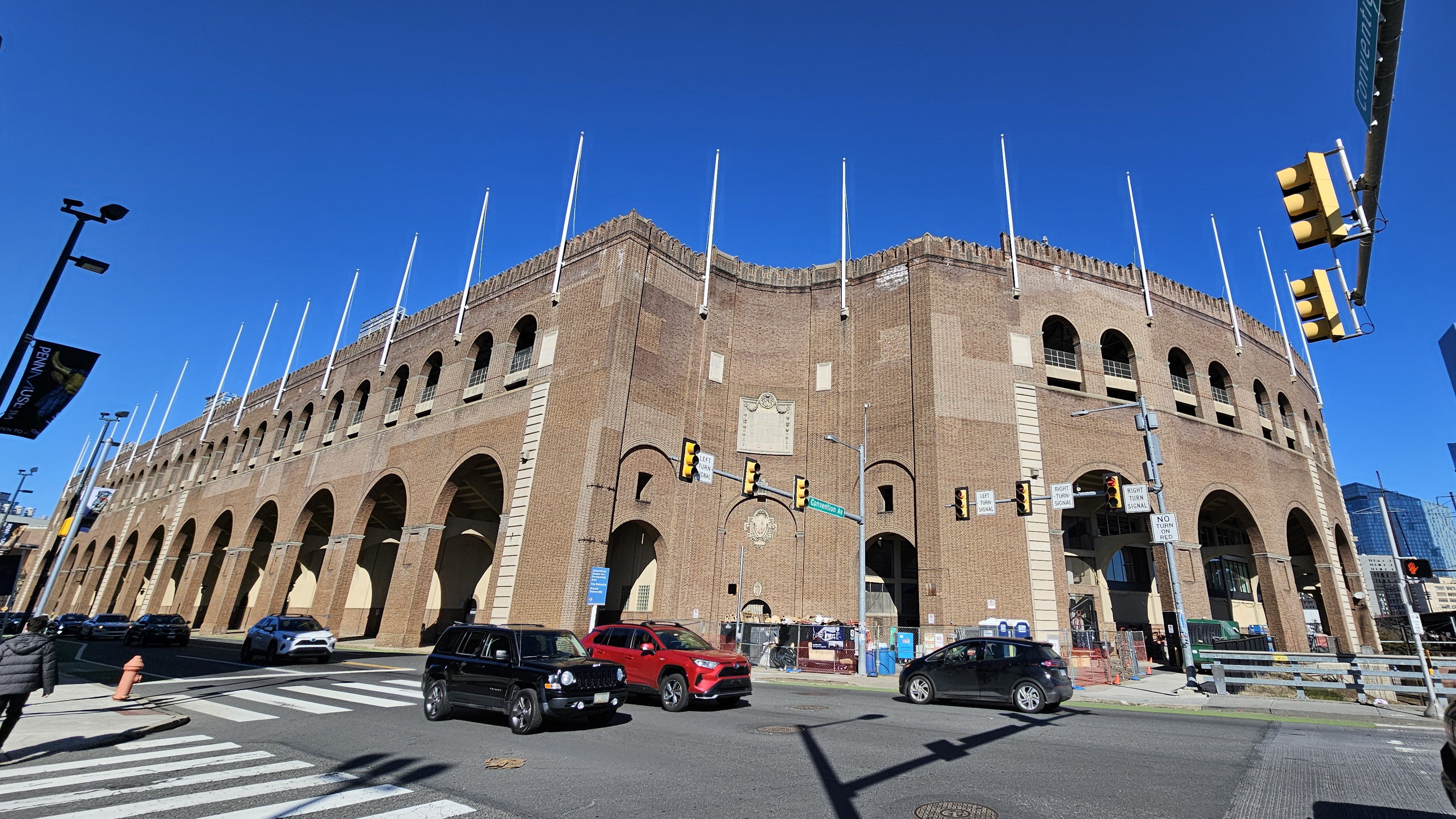
La vue du stade depuis South Street et Convention Avenue en 2024
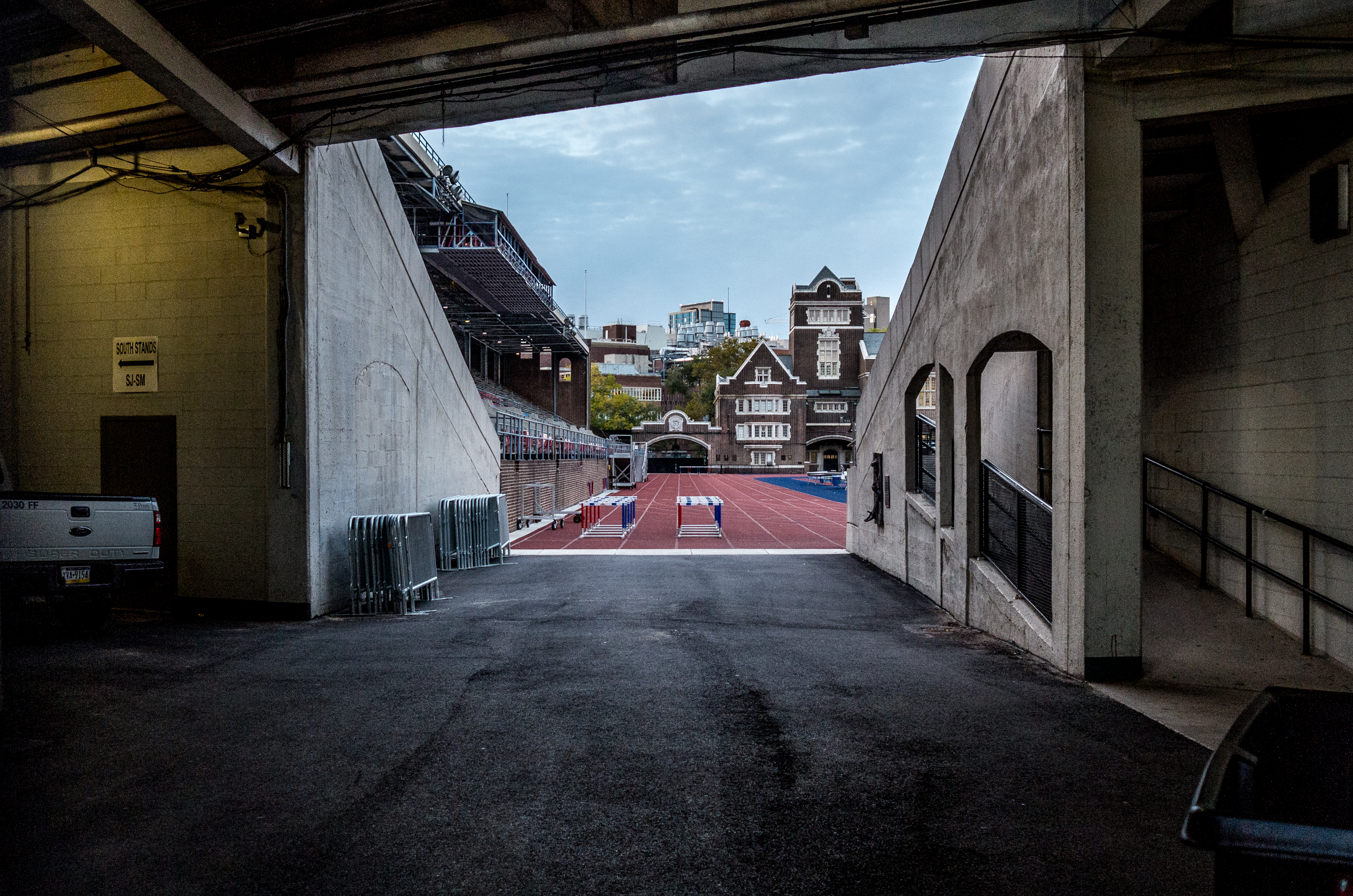
Tunnel vers la surface du Franklin Field
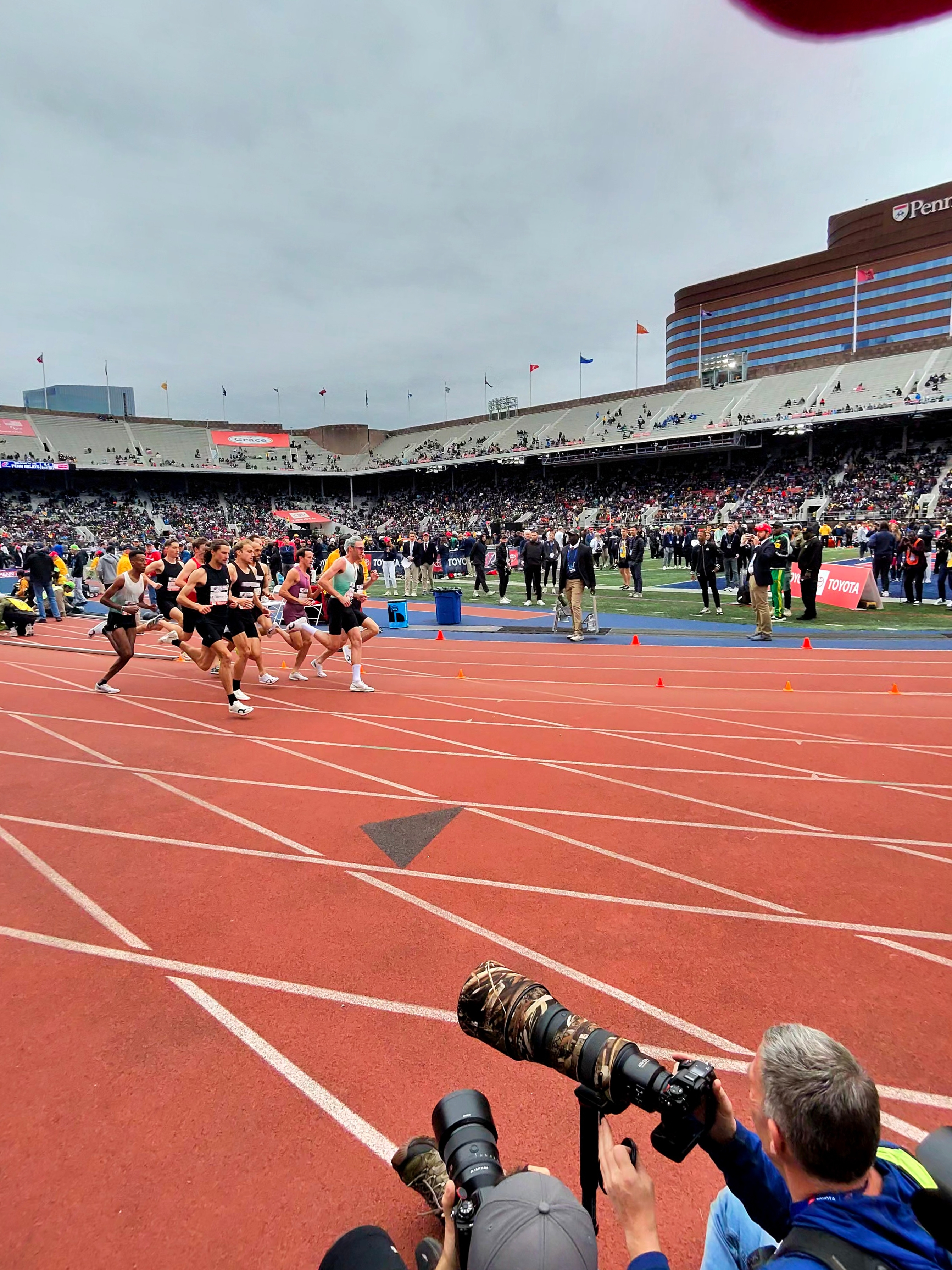
Pendant les Penn Relays 2024